# 불면증 (만화)
《불면증》은 만화가 박은아가 2000년 학산문화사 순정만화지 쥬티에 연재된 만화이다. 원래 순정만화지 케이크에 연재한 열대야라는 순정만화의 후속연작으로 각각 아버지와 어머니를 여의고 홀어머니와 사는 소년과 홀아버지와 사는 소녀가 재혼을 통해서 이복남매가 되었다가 나중에 연인이 되어간다는 이야기를 그렸다. 

## 줄거리
병으로 어머니를 여의게 된 희진은 아버지의 재혼을 통해서 아버지를 여의고 홀어머니와 사는 동갑내기 소년인 영호와 이복남매가 된다. 남매가 되었지만 서로간 마음 속에 얽혀진 갈등으로 인해서 틀어지게 된 두 사람이었지만 결국 서로를 이해하며 오해를 풀게되고 급기야는 남매를 넘어 연인 사이로 발전해가면서 선을 넘게 된다. 이 사실을 안 어머니는 희진에게 시골로 내려가라고 하였지만 희진이 거부하자 결국 어머니가 영호를 데리고 내려가게되고 희진을 그리워하는 영호는 참다못해 희진을 만나기 위해 기차역으로 달려가는데.... 

## 등장인물
- 희진 : 이 만화의 여주인공이자 고등학생. 긴 머리에 도도하고 예쁜 외모를 지녔지만 성격이 냉정하고 묵묵스러우며 이복동생이 된 영호를 등한시해왔다가 결국 오해를 풀며 그와 남매를 넘어 연인 사이가 된다. 그러나 이를 알게 된 어머니에 의해 영호와 이별하게 되고 영호가 죽고난 후에는 유치원 교사가 되었다,
- 영호 : 이 만화의 남주인공이자 고등학생. 희진과 동갑내기이며 부모님 재혼으로 이복남매가 된다. 자신은 누나에게 다가가려 했지만 냉정한 누나의 태도에 충격을 받게되었다가 결국 희진이 오해를 풀면서 이해하게 되고 그녀와 연인으로 성장하게 된다. 그렇지만 이를 알게 된 어머니에 의해 시골 친척집으로 갔다가 개천에서 놀던 사촌조카가 물에 빠지자 구하려고 개천에 뛰었다가 결국 익사한다.
- 아버지 : 희진의 친아버지이자 영호의 양아버지. 영호의 친아버지와도 아는 사이이다.
- 어머니 : 영호의 친어머니이자 희진의 양어머니. 희진과 영호가 연인으로 넘어선 것을 알며 영호를 데리고 시골로 내려간다.
- 희진의 생모 : 희진의 어머니로 지금은 고인이 되었다.

## 일화
작가가 1인 3작을 동시에 연재하였던 무리수 때문에(스위티 젬, 다정다감, 불면증) 중간에 스위티 젬 완결을 먼저 마무리짓기 위해 연재가 잠시 중단되었다가 스위티 젬이 완결되어서 1인 2작으로 연재 수가 단축되면서 연재가 재개되었다. 

## 단행본 정보
단행본 정보는 직접 서술한 내용을 기준으로 한다.
- 1, 2권 발행 (학산문화사)
- 연재 여부 : 연재 종료
- 연재 기간 : 2000년 11월 ~ 2002년
- 작가 : 박은아
- ⓒ 2000 박은아 / 학산문화사